# Paul Burger (Radsportler)
Paul Burger (* 1874 in Gent-Ledeberg; † 1940 im Vereinigten Königreich) war ein belgischer Radrennfahrer und Fotograf.
Paul Burger war Profi-Rennfahrer von 1900 bis 1906; 1901 wurde er Belgischer Meister im Straßenrennen. Nach seiner Hochzeit zog er mit seiner Familie von Gent nach Antwerpen; bei Kriegsbeginn im Jahre 1914 flüchteten sie nach England.
Dort lebte er, als „Paul Berger“, in einem Londoner Vorort und arbeitete als bekannter Fotograf. Er starb 1940, kurz nach Ausbruch des Zweiten Weltkriegs.